# Pantopsalis listeri
Pantopsalis listeri is een hooiwagen uit de familie Monoscutidae. De wetenschappelijke naam van de soort is als Phalangium listeri voor het eerst geldig gepubliceerd in 1849 door White.
Naar verluidt is het holotype niet meer te vinden.